# هيو كارتر
هيو كارتر (بالإنجليزية: Hugh Carter)‏ هو سياسي أمريكي، ولد في 13 أغسطس 1920 في بلاينز في الولايات المتحدة، وتوفي في 24 يونيو 1999 في أميريكوس في الولايات المتحدة. حزبياً، نشط في الحزب الديمقراطي.